# لی هونگ بین
لی هونگ‌بین (متولد ۲۹ سپتامبر ۱۹۹۳) خواننده، مجری و بازیگر اهل کرهٔ جنوبی تحت فعالیت کمپانی جلی‌فیش می‌باشد. هونگ‌بین به عنوان عضوی از ویکس در سال ۲۰۱۲ شروع به کار کرد. او کار بازیگری خود را از سال ۲۰۱۴ با سریال «روز باشکوه» از شبکه اس بی اس در نقش یو جی هو شروع کرد. بعد از آن او به عنوان نقش اصلی سریال اکشن رومانتیک «مدرسه موریم» در سال ۲۰۱۶ در نقش وانگ چی آنگ انتخاب شد و در سال ۲۰۱۷ در نقش یون جه وون در مینی سریال «چهارشنبه ۳:۳۰ بعد از ظهر» ایفای نقش داشته‌است.

## اوایل زندگی
هونگ‌بین، متولد و بزرگ شدهٔ جایانگ دونگ سئول می‌باشد. خانوادهٔ او متشکل از خودش، پدر و مادرش و دو خواهر بزرگ‌تر از خودش می‌شود. هونگ‌بین رشتهٔ موسیقی را در دانشگاه دونگ آه تحصیل کرده و او در کودکی به عنوان کودک راهب به همراه مادربزرگش در یک معبد بودایی زندگی می‌کرده‌است.

## زندگی کاری

### ۲۰۱۲–۲۰۱۴: شروع به کار باویکسو بازیگری
هونگ‌بین عضوی از ده شرکت کنندهٔ مسابقهٔ مایدول بود که در نهایت به عنوان عضوی از ویکس انتخاب شد و در ۲۴ می ۲۰۱۲ با آهنگ «ابرقهرمان» شروع به کار کرد. در آن مدت او در ویدیوی «بذار این از بین بره» از بریان جو و «منو دست بنداز» از سو این گوک حضور پیدا کرد. در موزیک ویدیوی «منو دست بنداز» او همبازی بازیگر سون ایون سو بود.
در سال ۲۰۱۳، هونگ‌بین با دیگر اعضای ویکس در قسمت چهارم سریال وارثان حضور داشت.
در سال ۲۰۱۴، هونگ‌بین اولین تجربهٔ بازیگری خود را با بازی در سریال «روز با شکوه» به عنوان بازیگر همراه در کنار گو ووری از «رنگین‌کمان» گذراند. در همان سال، هونگ‌بین و ان در موزیک ویدیوی «شکلات نعنایی» از مامامو و کی ویل حضور داشتند.

### ۲۰۱۵–۲۰۱۸: مجری‌گری و بازیگری
از ۳ مارس ۲۰۱۵ تا ۱۳ اکتبر ۲۰۱۵، هونگ‌بین همراه با جیئون از تیارا و ژومی از سوپرجونیور در برنامهٔ دِ شو به عنوان مجری حضور داشتند. در سپتامبر ۲۰۱۵، هونگ‌بین اولین تجربهٔ بازیگری به عنوان نقش اول را با بازی در سریال «مدرسه موریم» در نقش وانگ چی آنگ گذراند.
«مدرسه موریم» از ۱۱ ژانویه ۲۰۱۶ شروع به پخش کرد و او در کنار لی هیون وو به بازی پرداخت. در ۱۸ ژانویه ۲۰۱۶ ویکس اولین آهنگ سریال را با عنوان «زنده» منتشر کرد که به عنوان آهنگ اصلی سریال انتخاب شد. بیننده‌های سریال توجه زیادی به این آهنگ کردند. ویکس در ادامه حمایت خود از هونگ‌بین را با انتشار آهنگ دیگری برای سریال با عنوان «پادشاه» نشان داد که در ۱ فوریه همان سال منتشر شد.
در سپتامبر ۲۰۱۶، هونگ‌بین همراه با دیگر عضو ویکس، ان و چانمی از ای او ای به عنوان بازیگران وب درامای «چه خبر از این بچه‌ها» انتخاب شدند که از ۱۶ نوامبر بر روی آنتن رفت.
در مارس ۲۰۱۷، هونگ‌بین همبازی یون جه‌وون در مینی سریال کمدی عاشقانهٔ «چهارشنبه ۳:۳۰ بعد از ظهر» شد.
در آوریل ۲۰۱۸، او به عنوان همبازی جو هیون سونگ برای بازی در سریال ۱۰ قسمتی شبکه کی بی اس با عنوان «صدای درخشان» ایفای نقش خواهد داشت. در همان سال، او به عنوان بازیگر سریال «عشق جادوگر» و سریال رازآلود و هیجانی «لبخند پر کشیده از نگاهت» انتخاب شد.

### ۲۰۱۹-حال حاضر: موسیقی، برنامهٔ تلویزیونی و جدایی ازویکس
در ۲۰ می ۲۰۱۹ اعلام شد که هونگ‌بین و هیونگوون از مونستااکس قرار است همکاری داشته‌باشند.
در ۴ اوت ۲۰۱۹ اعلام شد که هونگ‌بین به‌عنوان مهمان در برنامهٔ «گیرندهٔ عشق ۲» از شبکهٔ ام‌نت حضور خواهد داشت.
در ۷ اوت ۲۰۲۰ کمپانی جلی‌فیش طی بیانیه‌ای اعلام کرد که هونگ‌بین به دلایل شخصی تصمیم به جدا شدن از گروه ویکس گرفت.

## فیلم‌شناسی

### مجموعه تلویزیونی
| سال  | عنوان                    | نقش          | شبکه          | یادداشت                             |
| ---- | ------------------------ | ------------ | ------------- | ----------------------------------- |
| ۲۰۱۳ | وارثان                   | خودش         | اس‌بی‌اس        | بازیگر مهمان همراه با ویکس (قسمت ۴) |
| ۲۰۱۴ | روز با شکوه              | یو جی هو     | اس‌بی‌اس        | نقش همراه                           |
| ۲۰۱۵ | خانواده در حال آمدن است  | لی هونگ‌بین   | اس‌بی‌اس        | مهمان (قسمت ۱۸)                     |
| ۲۰۱۶ | مدرسه موریم: حماسهٔ شجاع  | وانگ چی آنگ  | کی‌بی‌اس ۲      | نقش دوم اصلی                        |
| ۲۰۱۶ | چه خبر از این بچه‌ها      | جین شی هوان  | تلویزیون نیور | نقش اصلی                            |
| ۲۰۱۷ | چهارشنبه ۳:۳۰ بعد از ظهر | یون جه وون   | اس‌بی‌اس پلاس   | نقش اصلی                            |
| ۲۰۱۸ | صدای درخشان              | جو هیون سونگ | کی‌بی‌اس        | نقش اصلی                            |
| ۲۰۱۸ | عشق جادوگر               | هوانگ جه ووک | اِم‌بی‌اِن        |                                     |
| ۲۰۱۸ | لبخند پر کشیده از نگاهت  | نو هی جون    | تی‌وی‌اِن        |                                     |

### برنامه تلویزیونی
| سال  | عنوان              | شبکه          | یادداشت                                         |
| ---- | ------------------ | ------------- | ----------------------------------------------- |
| ۲۰۱۵ | دِ شو               | اس‌بی‌اس ام‌تی‌وی | مجری به همراه ژومی (سوپرجونیور) و جیئون (تیارا) |
| ۲۰۱۶ | دوستی افراد مشهور  | اِم‌بیگ تی‌وی    | بازیگر به همراه گونگ چان                        |
| ۲۰۱۷ | قانون جنگل در کُمُدو | اس‌بی‌اس        | بازیگر                                          |
| ۲۰۱۸ | سفر جنگی           | کی‌بی‌اس ۲      | همراه با اِن (قسمت‌های ۹۱–۹۳)                     |
| ۲۰۱۹ | گیرندهٔ عشق ۲       | اِم‌نت          | مهمان                                           |

## ترانه‌شناسی
| سال  | عنوان                                    | وضعیت در چارت‌ها | فروش | آلبوم                 |
| ---- | ---------------------------------------- | --------------- | ---- | --------------------- |
| ۲۰۱۹ | یه رؤیا بساز                             | -               | -    | آهنگ سریال عالی حقوقی |
| ۲۰۱۹ | عشق خنک (همراه با هیونگ‌وون از مونستااکس) | -               | -    | تک‌آهنگ                |